# Новая Гутиска
Новая Гутиска (укр. Нова Гутиська) — село в Изяславском районе Хмельницкой области Украины.
Население по переписи 2001 года составляло 75 человек. Почтовый индекс — 30317. Телефонный код — 3852. Занимает площадь 0,437 км². Код КОАТУУ — 6822188702.

## Местный совет
30317, Хмельницкая обл., Изяславский р-н, с. Шекеринцы, ул. Петровского, 81